# Thank You (Duran Duran-album)
A Thank You az angol Duran Duran nyolcadik stúdióalbuma. 1995. április 4-én jelent meg és feldolgozásokból áll.  Az album 12. helyt ért el a UK Albums Charton és 19-et a Billboard 200-on, de kritikusoktól negatív visszajelzéseket kapott.
A "Thank You" (eredetileg: Led Zeppelin) megjelent a Tanulj, tinó! (1994) film számlistáján. Egy rövidített verzió pedig helyett kapott az Encomium: A Tribute to Led Zeppelin albumon.

## Számlista
| 1.    | White Lines                   | Melle Mel                | 5:31 |
| 2.    | I Wanna Take You Higher       | Sly and the Family Stone | 5:06 |
| 3.    | Perfect Day                   | Lou Reed                 | 3:51 |
| 4.    | Watching the Detectives       | Elvis Costello           | 4:48 |
| 5.    | Lay Lady Lay                  | Bob Dylan                | 3:53 |
| 6.    | 911 Is a Joke                 | Public Enemy             | 3:59 |
| 7.    | Success                       | Iggy Pop                 | 4:05 |
| 8.    | Crystal Ship                  | The Doors                | 2:52 |
| 9.    | Ball of Confusion             | The Temptations          | 3:46 |
| 10.   | Thank You                     | Led Zeppelin             | 6:36 |
| 11.   | Drive By                      | Duran Duran              | 5:34 |
| 12.   | I Wanna Take You Higher Again | Sly and the Family Stone | 4:25 |
| 54:26 |                               |                          |      |

| Japanese Edition extrák | Japanese Edition extrák | Japanese Edition extrák | Japanese Edition extrák | Japanese Edition extrák | Japanese Edition extrák | Japanese Edition extrák | Japanese Edition extrák | Japanese Edition extrák | Japanese Edition extrák |
|                         | Cím                     | Eredeti előadó          | Hossz                   |                         |                         |                         |                         |                         |                         |
| ----------------------- | ----------------------- | ----------------------- | ----------------------- | ----------------------- | ----------------------- | ----------------------- | ----------------------- | ----------------------- | ----------------------- |
| 13.                     | Diamond Dogs            | David Bowie             | 6:10                    |                         |                         |                         |                         |                         |                         |
| 14.                     | Femme Fatale            | The Velvet Underground  | 4:22                    |                         |                         |                         |                         |                         |                         |
| 64:58                   |                         |                         |                         |                         |                         |                         |                         |                         |                         |

| 1. | The Needle and the Damage Done | Neil Young | 2:06 |

## Előadók

### Duran Duran
- Warren Cuccurullo – gitár, producer
- Simon Le Bon – ének, producer
- Nick Rhodes – billentyűk, producer
- John Taylor – basszusgitár, producer

### További zenészek
- Roger Taylor – dobok ("Perfect Day", "Watching the Detectives")
- Steve Ferrone – dobok ("White Lines", "Crystal Ship")
- Tony Thompson – dobok ("I Wanna Take You Higher")
- Anthony J. Resta – dobok ("White Lines", "Lay Lady Lay", "911 Is a Joke", "Ball of Confusion", "I Wanna Take You Higher Again")
- Terry Bozzio – dobok ("Success", "Thank You", "Drive By")
- Abe Laboriel Jr. – dobok ("Lay Lady Lay", "I Wanna Take You Higher Again")
- John Jones - billentyűk, gitár, ének
- Jonathan Elias – Moog szintetizátor ("Crystal Ship")
- Bruce Dukov – hegedű
- Henry Ferber – hegedű
- Ron Folsom – hegedű
- Armen Garabedian – hegedű
- Berj Garabedian – hegedű
- Michelle Kikuchi-Richards – hegedű
- Joy Lyle – hegedű
- Maria Newman – hegedű
- Pamela Goldsmith – brácsa
- Scott Haupert – brácsa
- Suzi Katayama – cselló
- Lee Oskar – harmonika ("Watching the Detectives", "I Wanna Take You Higher")
- Flo & Eddie – háttérénekes ("Success")
- Grandmaster Flash & the Furious Five – háttérénekes ("White Lines", "I Wanna Take You Higher")
- Grandmaster Melle Mel – háttérénekes, rap ("White Lines")
- Curtis King – háttérénekes ("I Wanna Take You Higher")
- Lamya – háttérénekes ("White Lines", "I Wanna Take You Higher", "Drive By")
- Maxanne Lewis – háttérénekes ("Ball of Confusion")
- Tessa Niles – háttérénekes ("Perfect Day", "Watching the Detectives")

### Utómunka
- John Jones – producer, hangmérnök, keverés, programozás
- Anthoy J. Resta – producer, hangmérnök, keverés, programozás
- Steve Churchyard – hangmérnök
- Avril McCintosh – hangmérnök
- Ken Scott – hangmérnök
- Tony Taverner – hangmérnök
- Jason Corsaro – keverés
- David Richards – keverés
- Tim Palmer – keverés
- Bob St. John – keverés, producer
- Mark Tinley – programozás
- Tim Young – masterelés

## Slágerlisták
| Slágerlista (1995)                   | Legmagasabb pozíció |
| ------------------------------------ | ------------------- |
| Ausztrál Albumok (ARIA)              | 63                  |
| Osztrák Albumok (Ö3 Austria)         | 25                  |
| Belga Albumok (Ultratop Flanders)    | 34                  |
| Belga Albumok (Ultratop Wallonia)    | 16                  |
| Canada Top Albums/CDs (RPM)          | 15                  |
| Holland Albumok (Album Top 100)      | 34                  |
| Európai Albumok (Music & Media)      | 36                  |
| Német Albumok (Offizielle Top 100)   | 50                  |
| Magyar Albumok (MAHASZ)              | 30                  |
| Japán Albumok (Oricon)               | 27                  |
| Svájci Albumok (Schweizer Hitparade) | 44                  |
| UK Albums (OCC)                      | 12                  |
| Olasz Albumok (FIMI)                 | 17                  |
| US Billboard 200                     | 19                  |

## Minősítések
| Régió                   | Minősítés | Példányszám | For.   |
| ----------------------- | --------- | ----------- | ------ |
| Kanada (Music Canada)   | Arany     | 50,000      | [ 14 ] |
| Egyesült Államok (RIAA) | Arany     | 500,000     | [ 15 ] |

## Kiadások
A Discogs adatai alapján.
| Régió                       | Év   | Formátum    | Kiadó           |
| --------------------------- | ---- | ----------- | --------------- |
| Világszerte                 | 1995 | CD, LP      | Parlophone      |
| Egyesült Államok            | 1995 | CD, LP      | Capitol Records |
| Dél-Afrika, Japán, Brazília | 1995 | CD, LP      | EMI             |
| Világszerte                 | 1995 | Kazetta, LP | Parlophone      |
| Egyesült Államok            | 1995 | Kazetta, LP | Capitol Records |
| Japán                       | 1997 | CD, LP      | EMI             |
| Lengyelország               | 1997 | Kazetta, LP | Euro Star       |
| Jugoszlávia                 | 1997 | Kazetta, LP | MR              |
| Oroszország                 | 2004 | CD, LP      | Parlophone      |
| Japán                       | 2014 | CD, LP      | Parlophone      |